# Lebedyn
Lebedyn (tiếng Ukraina: Лебедин) là một thành phố của Ukraina. Thành phố này thuộc tỉnh Sumy. Thành phố này có diện tích ? km2, dân số theo điều tra dân số năm 2001 là 28948 người.